# Ocupació japonesa de Cambodja
L'ocupació japonesa de Cambodja va ser el període de la història de Cambodja, en el marc de la Segona Guerra Mundial, en què el regne de Cambodja va ser ocupat per l'imperi Japonès, tot i que oficialment el protectorat francès sobre el país es va mantenir a través de la França de Vichy fins al 1945, moment en què Cambodja es va convertir en un estat independent amb una presència militar japonesa.
L'ocupació japonesa de Cambodja es va estendre entre el 1941 i el 1945 i, en general, la població cambodjana va escapar de les brutalitats que els japonesos van infligir als habitants d'altres països del sud-est asiàtic. Fins i tot quan, inicialment, van permetre al règim de Vichy mantenir les estructures colonials prèvies a l'esclat de la guerra, el 1945 les autoritats japoneses van configurar un estat titella independent, gestionat per polítics propers a Tòquio.

## Història

### Antecedents
La guerra francotailandesa de 1940–41 havia deixat les autoritats colonials franceses en una posició de feblesa a Indoxina. Així, el govern de Vichy fa signar un acord amb el Japó segons el qual permetien el pas de les tropes japoneses a través de la seva colònia, així com establir soldats al nord del Vietnam, fins a un total de 25.000 homes.
Mentrestant, el govern tailandès, liderat pel mariscal pro-japonès Plaek Phibunsongkhram, i enfortit gràcies al tractat d'amistat signat amb el Japó, va decidir prendre avantatge de la posició de debilitat de França, envaint el sector occidental de Cambodja, sobre el que tenia reclamacions històriques. Com a conseqüència d'aquesta invasió, Tòquio va hostatjar la signatura d'un tractat, el març de 1941, que oficialment motivava als francesos a cedir les províncies de Battambang, Siem Reap i Koh Kong, així com una bona part del territori situat entre el paral·Lel 15 i les muntanyes Dângrêk a la província de Stung Treng.
Com a conseqüència d'aquest tractat, Cambodja va perdre gairebé mig milió de ciutadans, així com una tercera part del seu territori, que s'adjudicava Tailàndia.

### Ocupació japonesa
L'agost de 1941, l'exèrcit imperial japonès va entrar al protectorat francès de Cambodja, on va establir una guarnició de 8,000 soldats. Tot i la seva presència militar, les autoritats japoneses van permetre a la França de Vichy mantenir els funcionaris colonials als seus càrrecs administratius.
El 20 de juliol de 1942 i va haver una gran manifestació anti-francesa a Phnom Penh després que un reconegut monjo, Hem Chieu, fos arrestat per, suposadament, realitzar sermins sediciosos a la milícia colonial. Les autoritats franceses van arrestar al líder de la manifestació, Pach Chhoeun, i el van obligar a exiliar´-se a l'illa-presó de Côn Son. Pach Chhoen era un respectat intel·lectual cambodà, associat amb l'Institut Budista i fundador del Nagaravatta, el primer diari obertament polític escrit en llengua khmer, el 1936, juntament amb Sim Var. Un altre dels homes darrere del Nagaravatta, Son Ngoc Thanh (magistrat educat a Parí), també va ser culpat de la manifestació, la qual les autoritats franceses suposaven que havia estat realitzada encoratjats pels japonesos.

### Regne de Kamputxea
El 1945, quan quedaven pocs mesos per la fi de la Segona Guerra Mundial, el Japó va realitzar un cop d'estat que, temporalment, va eliminar el control francès a la Indoxina. Els funcionaris francesos van ser retirats de les seves posicions, mentre que les tropes franceses van ser obligades a desarmar-se. L'objectiu d'aquest moviment era guanyar-se la lleialtat de la societat civil indoxinesa i encoratjar-los a lluitar per ells en els darrers mesos de guerra.
El 9 de març de 1945, el jove rei Norodom Sihanouk va proclamar l'independent regne de Kamputxea, després d'una petició formal del Japó. Poc més tard, el govern japonès va ratificar nominalment la independència de Cambodja, establint un consulat a Phnom Penh. El 13 de març el rei Sihanouk va canviar el nom oficial del país, passant del francès Cambodge a Kamputxeea. El nou govern també va fer-se enrere en la romanització de la llengua khmer, començant a adoptar a nivell administratiu l'alfabet khmer. Aquesta mesura, adoptada per un govern que va durar molt poc al càrrec, va ser molt popular i va tenir molt llarga durada; de fet, el govern de Cambodja actualment encara no ha pogut romanitzar la llengua khmer, tot i els intents.
Son Ngoc Thanh va tornar a Cambodja el maig. Inicialment, va ser nomenat ministre d'afers exteriors, tot i que dos mesos més tard va convertir-se en el nou primer ministre. L'estat titella cambodjà va mantenir-se entre març i octubre de 1945.
L'ocupació japonesa de Cambodja va acabar amb la rendició del Japó, l'agost de 1945- Després que les unitats militars aliades entressin a Cambodja, les unitats militars japoneses presents van ser desarmades i repatriades. Els francesos van ser capaços de reimposar l'administració colonial a Pnomh Penh l'octubre d'aquell mateix any. Després d'arrestar Son Ngoc Thanh per col·laboracionisme amb els japonesos, les autoritats colonials el van exiliar a França, on va viure sota arrest domiciliari. Alguns dels seus seguidors van passar a la clandestinitat i van fugir a la zona ocupada per Tailàndia durant la guerra, on més tard s'unirien als moviments independentistes, els Khmer Issarak. Aquests moviments, antifrancesos i políticament heterogenis, van originar-se gràcies al suport Tailandès, però més tard es dividirien en faccions contraposades.